# Căpitanul America: Războinicul iernii
Căpitanul America: Războinicul iernii (titlu original: Captain America: The Winter Soldier) este un film american din 2014 regizat de Anthony și Joe Russo. Rolurile principale au fost interpretate de actorii Chris Evans, Scarlett Johansson, Sebastian Stan, Anthony Mackie, Cobie Smulders,  Frank Grillo,  Emily VanCamp, Hayley Atwell, Robert Redford, Samuel L. Jackson, Joss Whedon, Anthony Russo și Joe Russo.
Filmul este un sequel al celui din 2011, fiind al doilea din trilogia Căpitanul America și al nouălea din Marvel Cinematic Universe (MCU). Filmul este a treia intrare în Faza 2 a MCU.

## Prezentare
La doi ani după bătălia din New York, Steve Rogers lucrează în Washington D.C. pentru agenția de spionaj S.H.I.E.L.D. aflată sub conducerea lui Nick Fury, în timp ce se adaptează la societatea contemporană. Rogers și agentul Natasha Romanoff sunt trimiși cu echipa anti-teroristă a S.H.I.E.L.D. numită  S.T.R.I.K.E., condusă de agentul Brock Rumlow, să elibereze ostaticii la bordul unei nave S.H.I.E.L.D. din mâinile lui Georges Batroc și mercenarii săi. În timpul misiunii, Rogers descoperă că Romanoff a a primit o altă sarcină: să extragă date de la computerele navei pentru Fury. Rogers se întoarce la Triskelion, sediul S.HI.E.L.D., pentru a discuta cu Fury și este informat despre Proiectul Insight: trei transportatoare legate de sateliții de spionaj, concepute pentru a elimina în mod preventiv amenințările. Neputând decripta datele recuperate de Romanoff, Fury devine suspicios cu privire la Insight și îi cere seniorului S.H.I.E.L.D. oficial Alexander Pierce să amâne proiectul.
În drum spre întâlnirea cu agentul Maria Hill, Fury este atacat de niște oameni misterioși conduși de un asasin, numit "Winter Soldier". Fury scapă și se ascunde în apartamentul lui Rogers, avertizându-l pe acesta că S.H.I.E.L.D. este compromis. Fury este imediat împușcat de Winter Soldier, dar reușește să-i dea lui Rogers un stick USB care conține date de pe navă. Fury este declarat mort în timpul intervenției chirurgicale, iar Maria Hill îi recuperează corpul. A doua zi, Pierce îl cheamă pe Rogers la Triskelion. Când Rogers refuză să împărtășească informațiile de la Fury, Pierce îl numește un fugar și trădător. Vânat de S.T.R.I.K.E., Rogers se întâlnește cu Romanoff și împreună reușesc să scape. Folosind datele de pe stick, ei descoperă un buncăr secret S.H.I.E.L.D. în New Jersey, unde activează un supercomputer care conține conștiința conservată a decedatului profesor Hydra, Arnim Zola. Zola dezvăluie că, încă de când S.H.I.E.L.D. a fost fondat după al doilea război mondial, Hydra a operat în secret în rândurile sale, semănând un haos global cu scopul de a face umanitatea să renunțe la libertate în schimbul siguranței. Cei doi scapă cu ușurință de către o rachetă care distruge buncărul și își dau seama că Pierce este liderul Hydrei în cadrul S.H.I.E.L.D.
Rogers și Romanoff îl recrutează pe fostul parașutist militar Sam Wilson - cu care s-a împrietenit Rogers cu puțin timp în urmă -  care deține o pereche de aripi mecanice ce îi permit să zboare și este poreclit "Falcon". Deducând că agentul S.H.I.E.L.D.  Jasper Sitwell este un spion Hydra, ei îl răpesc și îl forțează să divulge că Zola a dezvoltat un algoritm de extragere a datelor care poate identifica potențialele amenințări pentru Hydra. Transportatoarele Insight vor călători peste tot pe planeta, folosind arme cu ghid prin satelit pentru a elimina aceste amenințări. Rogers, Romanoff și Wilson sunt ambuscați de Winter Soldier, care îl omoară pe Sitwell. În timpul luptei, Rogers descoperă că Winter Soldier este de fapt Bucky Barnes, cel mai bun prieten al său din copilărie, despre care a crezut că a murit în timpul unei misiuni, dar de fapt a fost capturat și experimentat de către Hydra după cel de-al doilea război mondial. Hill reușește să salveze trioul într-o dubiță și îi duce la ascunzătoarea lui Fury, care și-a înscenat moartea, și a pregătit planul de a sabota transportoarele prin înlocuirea cipurilor de control.
După ce membrii Consiliului de Securitate sosesc pentru a fi martori la lansarea transportatoarelor, Rogers transmite planul Hydrei tuturor celor de la Triskelion. Romanoff, deghizată ca unul dintre membrii Consiliului, îl dezarmează Pierce. Fury sosește și îl forțează pe Pierce să deblocheze baza de date S.H.I.E.L.D., astfel încât Romanoff să poată extragă informații clasificate și să expună publicului totul despre Hydra. După o luptă, Fury îl omoară pe Pierce. Între timp, Rogers și Wilson atacă două transportatoare și înlocuiesc chip-urile de controlo, dar Winter Soldier distruge costumul lui Wilson și se luptă singur cu Rogers pe ultimul transportator. Rogers îl dă la o parte și înlocuiește chipul final, permițându-i lui Hill să preia controlul și să facă navele să se distrugă reciproc. Rogers refuză să lupte cu Bucky încercând să-l facă să-și aducă aminte cine este, dar când nava se ciocnește de Triskelion, Rogers cade în râul Potomac. Bucky îl salvează pe Rogers care este inconștient, iar apoi dispare în pădure. 
Cu S.H.I.E.L.D. în dezordine, Romanoff apare în fața unei subcomitete a Senatului, iar Fury, care continuă să lase lumea să-l considere mort, se îndreaptă spre Europa de Est în căutarea a ce a mai rămas din Hydra. Rogers și Wilson hotărăsc să-l găsească pe Bucky, în timp ce Rumlow, care era un agent dublu pentru Hydra, are parte de spitalizare în urma daunelor suferite în timpul distrugerii Triskelionului.
Într-o scenă la mijlocul genericului, baronul Wolfgang von Strucker, într-un laborator din Hydra, proclamă că "epoca miracolelor" a început în timp ce oamenii săi de știință examinează pe un sceptru plin de energie și doi subiecți de testare: unul cu super viteză - celălalt cu puteri telekinetice. Într-o altă scenă după credite, Bucky vizitează un memorial al său la instituția Smithsonian.

## Distribuție
| Actor              | Personaj                                                             |
| ------------------ | -------------------------------------------------------------------- |
| Chris Evans        | Steve Rogers Captain America                                         |
| Samuel L. Jackson  | Nick Fury, director S.H.I.E.L.D.                                     |
| Sebastian Stan     | Bucky Barnes, Winter Soldier                                         |
| Anthony Mackie     | Sam Wilson, Falcon                                                   |
| Scarlett Johansson | Natasha Romanoff, Black Widow                                        |
| Cobie Smulders     | Maria Hill, agent S.H.I.E.L.D.                                       |
| Frank Grillo       | Brock Rumlow, agent S.H.I.E.L.D.                                     |
| Emily VanCamp      | Sharon Carter, agent 13                                              |
| Hayley Atwell      | Peggy Carter, un ofițer pensionat din Rezerva științifică strategică |
| Robert Redford     | Alexander Pierce, lider senior în cadrul S.H.I.E.L.D.                |

## Producție
Filmările principale au început la 1 aprilie 2013 la Raleigh Manhattan Beach Studios din Los Angeles, sub titlul Freezer Burn. Cheltuielile de producție s-au ridicat la 170 milioane $.

## Primire
A avut încasări de peste 714 milioane $.